# 아흐마드 산자르
에뷜하리스 무이쥣뒨야 뷋딘 아흐메드 센제르 이븐 멜리크샤 엣셀주키(튀르키예어: Ebü’l-Hâris es-Sultânü’l-a‘zam Muizzü’d-dünyâ ve’d-dîn Ahmed Sencer b. Melikşâh es-Selcûkī; 1086년 11월 6일 ~ 1157년 4월 26일 또는 1157년 5월 6일)은 셀주크 왕조의 군주로, 처음에는 후라산 왕(재위: 1097년4월 20일 ~ 1157년5월 6일)이었고, 형인 무함메드 타파르가 죽은 뒤에는 셀주크 제국의 술탄(재위: 1118년4월 18일 ~ 1157년5월 6일)이었다. 센제르는 셀주크 왕조 뿐만 아니라 몽골 제국 이전 가장 오랫동안 재위한 무슬림 군주이다. 뿐만 아니라 당대 그의 왕국은 안전하고 번성하는 지역으로 칭송받았다. 센제르의 죽음으로 셀주크 제국은 사실상 패망했다고 평해진다. 때문에 후대의 연대기 작가들은 센제르의 재위를 황금 시대로 평가했으나, 현대의 역사학자들은 그를 높이 평가하지 않는다.

## 참고 문헌
1. ↑  Özaydın, Abdülkerim (2009). “Sencer”. 《İslâm Ansiklopedisi》. Türkiye Diyanet Vakfı. 2019년 6월 16일에 확인함.
2. ↑  Tor, Deborah G. (2010). “Sanjar,  Aḥmad b. Malekšāh”. 《Encyclopædia Iranica, online edition》. 2019년 6월 16일에 확인함.